# Stagno Piccolo
Stagno Piccolo (in croato: Mali Ston) è un villaggio in Croazia sulla penisola di Sabbioncello, a circa un chilometro a nord-est della sede comunale, Stagno a cui è collegata dalle mura di Stagno. Situata 60 km a nordovest di Ragusa, appartiene alla regione raguseo-narentana; con la sua posizione sulla baia di Stagno Piccolo, il villaggio è famoso per la produzione di ostriche.

## Storia
L'insediamento fu fondato nel XIV secolo dagli abitanti di Ragusa, che costruirono mura rettangolari attorno all'insediamento sul lato dell'entroterra terra e sul lato del mare. Sul lato meridionale, nel XIV secolo, iniziò la costruzione di una fortezza con cinque torri chiamata Corona. La grandi mura si estendono dalla fortezza di Stagno Piccolo alla fortezza di Podzvizd, costruita a scopo difensivo nel XIV secolo. Il muro è lungo 5,5 km ed è rinforzato con 40 torri e 7 torri di guardia. L'impressionante lunghezza della muraglia è il motivo per cui è conosciuta nel mondo come la "grande muraglia cinese europea". La costruzione delle mura fu completata nel 1359. Al centro del paese c'è una chiesa anch'essa del XIV secolo. 
Il porto di Maloston è stato costruito nel XV secolo, sul modello del porto della città vecchia di Ragusa; successivamente è stato costruito un frangiflutti nel mare di fronte al porto, proprio come nel porto della città vecchia di Ragusa.

## Galleria d'immagini

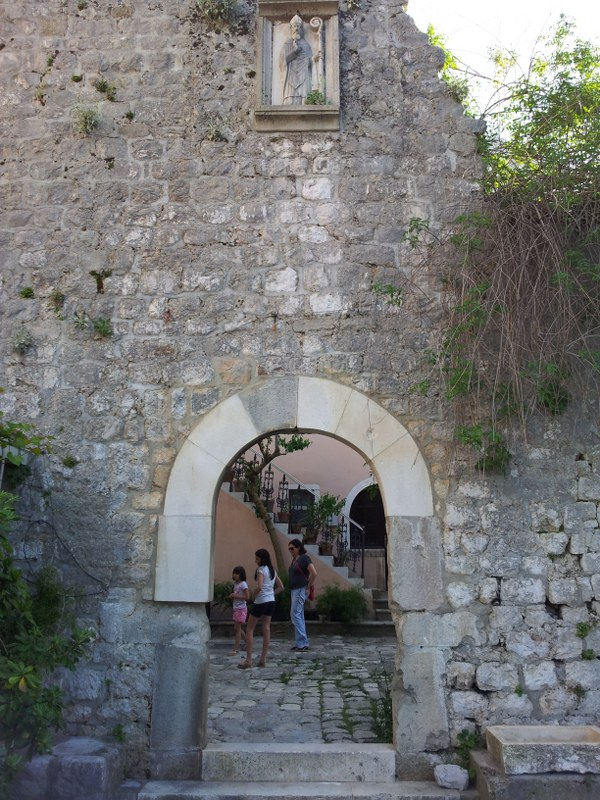
Entrata alle mura della città di Stagno Piccolo in Croazia
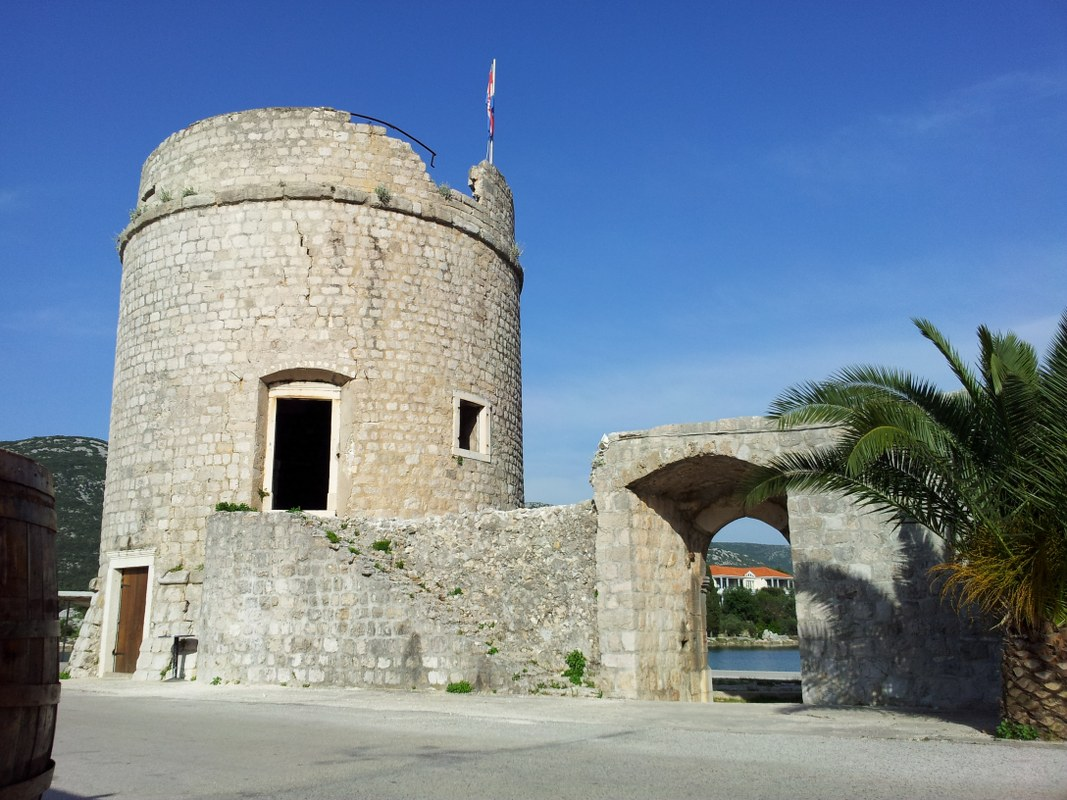
Porto di Stagno Piccolo